# سود (فیلم ۲۰۲۱)
سود (به تامیلی: Laabam) و (به انگلیسی: Profit) فیلمی هندی محصول سال ۲۰۱۶ و به کارگردانی اس. پی جاناتان است. در این فیلم بازیگرانی چون ویجی ستوپاتی، شروتی حسن، جاگاپاتی ببو و سای دنشیکا ایفای نقش کرده‌اند.